# 戈羅 (衣索比亞)
戈羅（Goro）是埃塞俄比亞南部奧羅米亞州巴萊地區的小鎮，座標6°59′N 40°30′E / 6.983°N 40.500°E，海拔1,650米。鎮內有郵政服務，但1995年時沒有電力供應。根據埃塞俄比亞中央統計局2005年人口普查的資料，戈羅總人口約7,833，其中男性3,935人，女性3,898人。